# Crosbie (Jamaika)
Crosbie ist eine Siedlung mit etwa einem Dutzend Häusern, unweit der südlichen Westküste Jamaikas in Westmoreland Parish, im County Cornwall, 13 Kilometer entfernt von Negril. Die Einwohnerzahl ist unbekannt.